# Macrobiotus pseudocoronatus
Macrobiotus pseudocoronatus är en djurart som tillhör fylumet trögkrypare, och som beskrevs av Pilato, Binda och Oscar Lisi 2006. Macrobiotus pseudocoronatus ingår i släktet Macrobiotus och familjen Macrobiotidae. Inga underarter finns listade i Catalogue of Life.